# Littlestone-on-Sea
Littlestone-on-Sea är en ort i grevskapet Kent i sydöstra England. Orten ligger i distriktet Folkestone and Hythe och civil parishen New Romney, cirka 12,5 kilometer sydväst om Hythe. Tätorten (built-up area) hade 5 267 invånare vid folkräkningen år 2021.